# Oceanångare

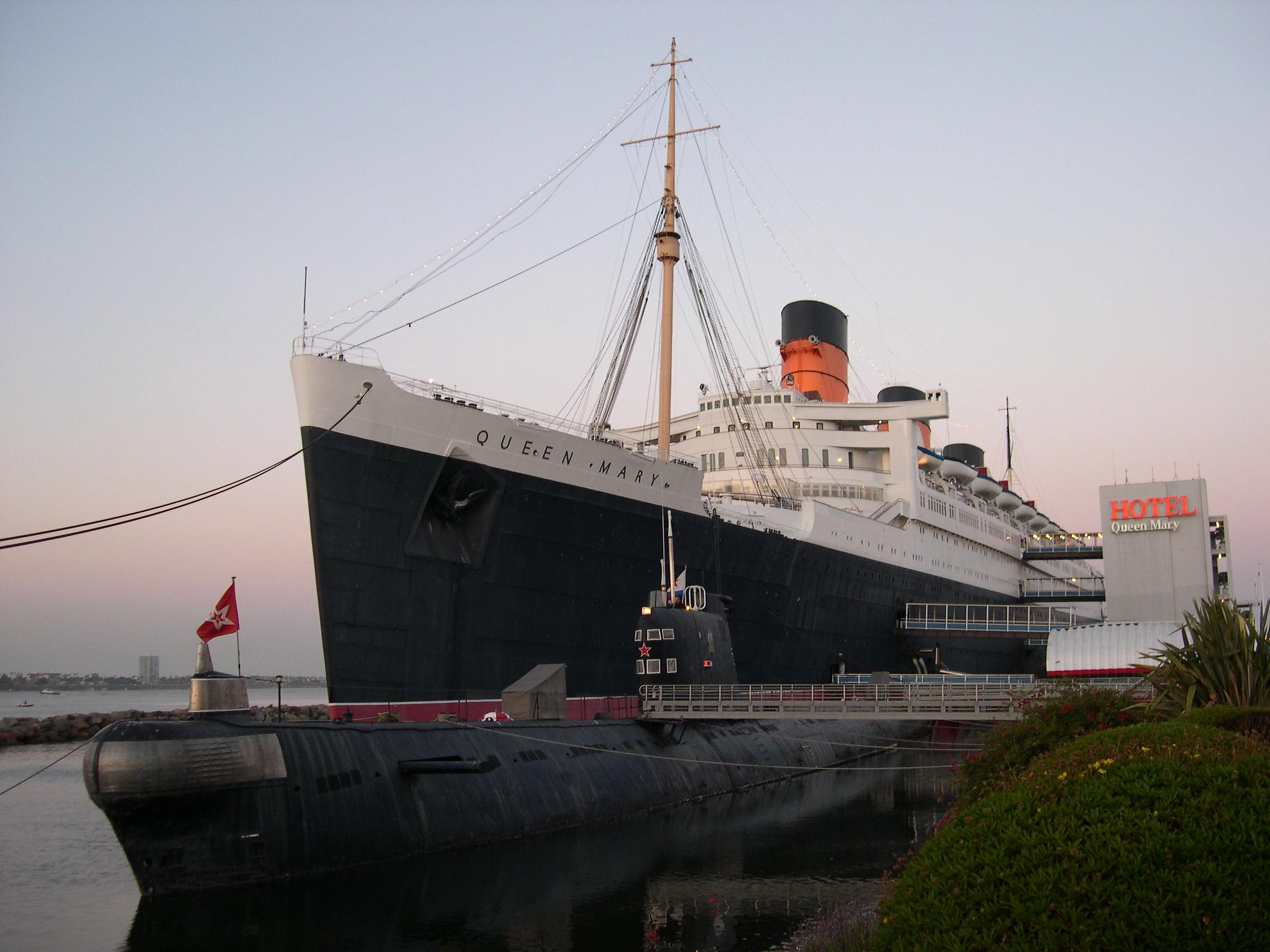
RMS Queen Mary (1936) var en av de sista Oceanångarna. Hon är sedan 1967 museifartyg och hotel vid kaj i Long Beach, Kalifornien.

En oceanångare var ett ångfartyg konstruerat för att transportera människor från en hamn till en annan längs regelbundna långväga rutter enligt ett schema. Oceanångarna kunde också medföra gods eller post, och ibland användas för andra ändamål (till exempel för nöjeskryssningar eller som trupptransportfartyg).
Kategorin omfattar inte fartyg i kust- eller närfart och inte heller särskilda kryssningsfartyg där resan själv, och inte transporten, är det främsta syftet med resan.
Oceanångare är oftast kraftigt byggd med ett högt fribord för att tåla hård sjö och ogynnsamma förhållanden som råder på öppet hav, med stor kapacitet för bränsle, mat och andra förnödenheter för konsumtion på långa resor.

## Kända och ökända
Många oceanångare har gått förlorade genom årtionden på grund av olika omständigheter. Det "osänkbara" fartyget Titanic förliste på sin jungfrufärd från Storbritannien till USA år 1912 efter att ha kolliderat med ett isberg, 1 523 miste sina liv, hennes namn har kommit in i språket som en arketypisk katastrof. Hennes större systerfartyg Britannic, som hade byggts om till ett sjukhusfartyg 1915 sjönk i Egeiska havet i 1916 efter att ha seglat på en mina, och förblir den största oceanångaren på havsbotten.